# Paroisse de Durham
Pour les articles homonymes, voir Durham.

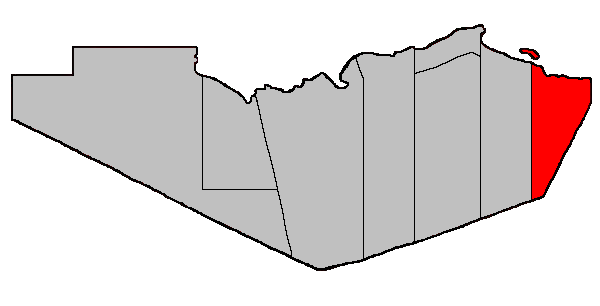
Situation sur une carte des paroisses civiles du comté de Restigouche (certains DSL et municipalités ne sont donc pas montrés).

Durham est à la fois une paroisse civile et un ancien DSL du comté de Restigouche, au nord du Nouveau-Brunswick.

## Toponyme
La paroisse de Durham est nommée ainsi en l'honneur de John George Lambton, 1er comte de Durham, qui était à l'époque gouverneur général de l'Amérique du Nord britannique.

## Chronologie municipale
La municipalité du comté de Restigouche est dissoute en 1966. La paroisse de Durham devient un district de services locaux en 1967.